# Leptogenys regis
Leptogenys regis är en myrart som beskrevs av Bolton 1975. Leptogenys regis ingår i släktet Leptogenys och familjen myror. Inga underarter finns listade i Catalogue of Life.